# 達拉斯羽翼
達拉斯羽翼（英語：Dallas Wings）是一支位於美國德克薩斯州阿靈頓的WNBA（國家女子籃球聯盟）籃球隊。為土爾沙震動之後繼球隊。

## 前身
達拉斯羽翼之創始球隊為底特律震動，成立於1998年，之後在2010年遷到土爾沙後，改名為土爾沙震動，最後遷到達拉斯，改名為達拉斯羽翼。

## 外部連結
- 官方網站 （页面存档备份，存于）

1. ↑   (PDF). 2017 Dallas Wings Media Guide. WNBA Enterprises, LLC. July 8, 2017  [July 13, 2017]. （原始内容存档 (PDF)于2021-03-12）.
2. ↑  . WNBA Enterprises, LLC.   [June 16, 2020]. （原始内容存档于2021-03-12）.